# Nam Sơn, Hạc Cương
Nam Sơn (tiếng Trung:南山区, Hán Việt: Nam Sơn khu) là một quận của địa cấp thị Hạc Cương, tỉnh Hắc Long Giang, Cộng hòa Nhân dân Trung Hoa. Quận này có diện tích 25 km2, dân số 130.000 người, mã số bưu chính 154104. Về mặt hành chính, quận Nam Sơn được chia thành các đơn vị gồm 6 nhai đạo (Đại Lục, Thiết Đông, Thiết Tây, Lục Hiệu, Phú Lực, Lộc Lâm Sơn). Quận Nam Sơn nằm ở trung nam bộ của địa cấp thị Hạc Sơn